# Ленка (Мазовецьке воєводство)
Ленка (пол. Łęka) — село в Польщі, у гміні Станіславув Мінського повіту Мазовецького воєводства.
Населення — 129 осіб (2011).
У 1975-1998 роках село належало до Седлецького воєводства.

## Демографія
Демографічна структура станом на 31 березня 2011 року:
|          | Загалом | Допрацездатний вік | Працездатний вік | Постпрацездатний вік |
| -------- | ------- | ------------------ | ---------------- | -------------------- |
| Чоловіки | 68      | 17                 | 42               | 9                    |
| Жінки    | 61      | 16                 | 31               | 14                   |
| Разом    | 129     | 33                 | 73               | 23                   |